# Dirk Ziegenbalg
Dirk Ziegenbalg (* 26. Oktober 1985 in Freiberg) ist ein deutscher Chemiker und Hochschullehrer.

## Leben
Ziegenbalg studierte von 2004 bis 2009 Chemie und von 2010 bis 2015 Betriebswirtschaft an der Friedrich-Schiller-Universität Jena. Das Promotionsstudium erfolgte am Institut für Technische Chemie und Umweltchemie der Chemisch-Geowissenschaftlichen Fakultät der Universität Jena in der Arbeitsgruppe von Günter Kreisel und wurde 2013 mit einer Dissertation zum Thema „Organische Leuchtdioden als Lichtquellen für Photoreaktionen in mikrostrukturierten Reaktoren“ abgeschlossen. Von 2012 bis 2018 war Ziegenbalg Gruppenleiter am Institut für Technische Chemie der Universität Stuttgart und seit 2018 ist er Professor für Chemieingenieurwesen an der Universität Ulm.

## Forschung
Die Forschungsgruppe „Photochemische Reaktionstechnik“ unter Leitung von Ziegenbalg befasst sich mit grundlegenden Untersuchungen, der Optimierung und dem Design von Photoreaktoren und photochemischen Prozessen. Es wird die Reaktionskontrolle von Photoreaktionen untersucht und die Verwendung von Licht als Werkzeug in der Verfahrenstechnik.

## Auszeichnungen
- 2017 Hanns Hofmann-Preis der ProcessNet-Fachgruppe Reaktionstechnik zur Förderung des wissenschaftlichen Nachwuchses auf dem Gebiet der chemischen Reaktionstechnik.[6]

## Publikationen (Auswahl)
- Maximilian Sender, Dirk Ziegenbalg: Light Sources for Photochemical Processes - Estimation of Technological Potentials. In: Chemie Ingenieur Technik. Band 89, Nr. 9, 2017, S. 1159–1173, doi:10.1002/cite.201600191.
- Dirk Ziegenbalg, Patrick Löb, Ma’moun Al-Rawashdeh, Dana Kralisch, Volker Hessel, Friedhelm Schönfeld: Use of ‘smart interfaces’ to improve the liquid-sided mass transport in a falling film microreactor. In: Chemical Engineering Science. Band 65, Nr. 11, 2010, S. 3557–3566, doi:10.1016/j.ces.2010.02.039.
- Pascal Hermann, Jens Timmermann, Marko Hoffmann, Michael Schlüter, Christian Hofmann, Patrick Löb, Dirk Ziegenbalg: Optimization of a split and recombine micromixer by improved exploitation of secondary flows. In: Chemical Engineering Journal. Band 334, 2018, S. 1996–2003, doi:10.1016/j.cej.2017.11.131.
- Dirk Ziegenbalg, Benjamin Wriedt, Günter Kreisel, Dana Kralisch: Investigation of Photon Fluxes within Microstructured Photoreactors Revealing Great Optimization Potentials. In: Chemical Engineering & Technology. Band 39, Nr. 1, 2016, S. 123–134, doi:10.1002/ceat.201500498.
- Markus Kübler, Tilman Jurzinsky, Dirk Ziegenbalg, Carsten Cremers: Methanol oxidation reaction on core-shell structured Ruthenium-Palladium nanoparticles: Relationship between structure and electrochemical behavior. In: Journal of Power Sources. Band 375, 2018, S. 320–334, doi:10.1016/j.jpowsour.2017.07.114.
- Dirk Ziegenbalg, Andrea Pannwitz, Sven Rau, Benjamin Dietzek‐Ivanšić, Carsten Streb: Vergleichende Evaluierung lichtgetriebener Katalyse: Ein Rahmenkonzept für das standardisierte Berichten von Daten**. In: Angewandte Chemie. Band 134, Nr. 28, 2022, doi:10.1002/ange.202114106.